# Tuzluca (Karlıova)
Tuzluca (kurd. Şorika jorîn, auch Şorika jor oder Yukarı Şorik) ist ein Dorf im Landkreis Karlıova der türkischen Provinz Bingöl. Tuzluca liegt in Ostanatolien auf 1920 m über dem Meeresspiegel, ca. 13 km nördlich von Karlıova.
Şorik ulya (Oberes Şorik) lautete der Ortsname in osmanischer Zeit. Der Name Yukarışorik (ebenfalls Oberes Şorik) ist beim Katasteramt registriert.
1985 lebten 380 Menschen in Tuzluca. 2009 hatte die Ortschaft 187 Einwohner. Zu Tuzluca gehört der Weiler Mikail.